# Julodinae
Julodinae — подсемейство жуков-златок.
Средние и крупного размера жуки, яркие жуки. На теле часто есть разбросанные поднимающиеся пучки волос. Как и многие другие жуки, обитающие в засушливых районах, у них очень толстые и жесткие покровы.
Представители подсемейства обитают в засушливых районах. Взрослые жуки часто ползают по земле. По крайней мере, некоторые виды связаны с засухоустойчивыми кустарниками и деревьями семейства бобовые.

## Распространение
Палеарктика. Африка. В России представлены одним родом Julodis Eschscholtz, 1829

## Систематика
- Aaata Semenov-Tian-Shanskij, 1906
- Amblysterna Saunders, 1871
- Julodella Semenov-Tian-Shanskij, 1893
- Julodis Eschscholtz, 1829
- Neojulodis Kerremans, 1902
- Sternocera Eschscholtz, 1829